# Karl Becker
Karl Heinrich Emil Becker, nemški general, inženir, pedagog in akademik, * 14. december 1879, Speyer, † 8. april 1940, Berlin.
Zagovarjal je in tudi udejanjil tesno sodelovanje med oboroženimi silami in znanostjo z namenom za razvoj naprednega orožja. Bil je načelnik Pisarne za vojaško orožje (Heereswaffenamt), senator Družbe cesarja Viljema, prvi predsednik Državnega raziskovalnega posvetovalnega telesa (Reichsforschungsrates), prvi general, ki je postal član Pruske akademije znanosti, profesor na Univerzi na Berlinu in na Tehniški univerzi v Berlinu.
Bil je zgodnji in ključni podpornik razvoja balističnih raket kot orožja. Vojaško-znanstvena infrastruktura, katero je pomagal vzpostaviti, je podprla razvoj nemškega jedrskega programa (t. i. Uranverein). Zaradi Hitlerjeve kritike glede pomanjkljive proizvodnje streliva je leta 1940 storil samomor.

## Življenjepis
16. julija 1898 je vstopil v Bavarsko kopensko vojsko; kot Fahnenjunker je bil dodeljen 2. bavarskemu poljskemu artilerijskemu polku, v sestavi kateri je ostal do 1. septembra 1905.
1. marca 1899 je bil poslan na šolanje na Vojno šolo München; šolanje je zaključil 20. januarja 1900. 1. oktobra 1901 je bil poslan še na Bavarsko artilerijsko in inženirsko šolo; šolanje je končal 3. aprila 1903.
1. septembra 1905 je postal adjutant II. bataljona 2. bavarskega poljskega artilerijskega polka; to dolžnost je opravljal do 30. septembra 1906. Naslednji dan je bil poslan na šolanje na Vojaško tehniško akademijo (na oddelek za balistiko, kjer je študiral pod Carlom Cranzom); šolanje je končal 15. julija 1909. 1. oktobra istega leta je postal tehniški asistent na akademiji, kjer je ostal do leta 1911. 14. marca 1911 je bil imenovan za asistenta v Pruski artilerijski testni komisiji; tu je ostal do 1. oktobra 1912. Tega dne je bil uradno premeščen v 3. bavarski poljski artilerijski polk, a je bil še zmeraj član testne komisije. 13. novembra 1913 je bil premeščen v Prusko kopensko vojsko in dodeljen 2. pruskemu poljskemu artilerijskemu polku; še vedno je ostal član testne komisije. Istega leta je bil soavtor Crazove predelanega učbenika Lehrbuch der Ballistik.
Z izbruhom prve svetovne vojne je postal baterijski poveljnik v 2. pomorskem topniškem bataljonu; na tem položaju je bil med 4. avgustom 1914 in 25. majem 1915. Tega dne je postal poveljnik 6. pomorskega topniškega bataljona. 20. julija 1916 je postal svetovalec znotraj artilerijske testne komisije (Inspektion für Waffen und Gerät), ki se je pozneje preoblikoval v Heereswaffenamt (HWA, Pisarna za vojaško orožje). . 1. oktobra 1919 je postal svetovalec znotraj Inšpekcije za orožje in opremo. Med letoma 1919 in 1923 je študiral kemijo in metalurgijo; leta 1922 je prejel doktorat iz inženirstva.
Zgodaj se je že zavedal odločilnega pomena sodelovanja oboroženih sil in akademske srenje pri razvoju orožja; tako je že leta 1924 predlagal ustanovitev centralnega laboratorija za kemijo in fiziko. Šele potem, ko je 1. aprila 1926 postal načelnik oddelka za balistiko in strelivo pri Inšpekciji za orožje in opremo (Inspektion für Waffen und Gerät), mu je uspelo to tudi uresničiti. Tako je bila leta 1926 ustanovljena Centralna postaja za vojaško fiziko in vojaško kemijo (Zentralstelle für Heeresphysik und Heereschemie); slednja je leta 1929 postala oddelek Reichswehra. V sklopu postaje je delovala tudi Vojaška testna postaja (Heeresversuchsanstalt), ki je imela ključno vlogo pri nemškem jedrskem programu. To dolžnost je opravljal do 1. marca 1938. 
Leta 1932 je postal častni profesor vojaških znanosti na Friedrich-Wilhelms-Universität. 3. avgusta 1933 je postal redni profesor tehniške fizike na Tehniški visoki šoli v Berlinu (pozneje preoblikovana v berlinsko Tehniško univerzo). 21. oktobra 1933 je postal še dekan Vojaško-tehniške fakultete (Wehrtechnische Fakultät) znotraj visoke šole. Leta 1935 je postal redni profesor za obrambno tehnologijo, fiziko in balistiko ter 27. novembra istega leta je kot prvi general postal še član oddelka za fiziko in matematiko Pruske akademije znanosti (Preußische Akademie der Wissenschaften). 16. marca 1937 je postal predsednik Državnega raziskovalnega posvetovalnega telesa. Leta 1937 je odločilo povečal Vojaško-tehniško fakulteto   .
Od novembra 1933 je bil vodja raziskovalnega oddelka in pisarne za testiranje orožja in od 4. februarja 1938 načelnik celotnega HWA. Leta 1937 je postal prvi predsednik Rajhovskega raziskovalnega sveta (Reichsforschungsrat)  .
8. aprila 1940, en dan pred invazijo na Dansko in Norveško (operacija Weserübung) je Becker v prisotnosti Gestapa storil samomor. Več mesecev je bil depresiven zaradi težkih kritik Hitlerja in drugih glede nezadovoljive proizvodnje streliva. Njegov samomor so prikrili in ga pokopali z državnim pogrebom 12. aprila 1940 na Invalidenfriedhofu v Berlinu  .

## Nazivi
Izobraževalni
- diplomirani inženir: 1. marec 1922
- doktorat iz inženirstva: 14. julij 1922
- častni doktorat iz filozofije: 29. januar 1929 (Univerza v Königsbergu)
- naslovni profesor: 23. april 1932
- častni profesor: 11. april 1933
- redni profesor: 3. avgust 1933

Čini
- Fähnrich (8. februar 1899)
- Poročnik (7. marec 1900)
- Nadporočnik (7. marec 1910)
- Stotnik (27. januar 1914)
- Major (1. februar 1922)
- Podpolkovnik (1. april 1927)
- Polkovnik (1. april 1930)
- Generalmajor (1. februar 1933)
- Generalporočnik (1. oktober 1934)
- General artilerije (1. oktober 1936)

## Odlikovanja
- železni križec II. razreda 1914[13]
- železni križec I. razreda 1914[13]
- Jubilejna medalja princa regenta Luitpolda (Kraljevina Bavarska)
- Red za vojaške zasluge IV. razreda z meči (Kraljevina Bavarska)[13]
- Zaslužni križec (Prusija)
- Častni križ za fronte bojevnike
- Zaslužno odlikovanje Wehrmachta I. razreda
- Goethejeva medalja za umetnost in znanost (1939)